# Friedrich Krauss (Bauforscher)
Friedrich Ludwig Krauss (* 29. September 1900 in Riga; † 25. Juni 1977 in München) war ein deutscher Bauforscher, der sich insbesondere um die Erforschung des antiken Paestum und der antiken Theaterarchitektur verdient machte.

## Leben
Friedrich Krauss’ Familie väterlicherseits war ein altes Patriziergeschlecht aus Augsburg. Seine Eltern waren der Zivilingenieur Friedrich Krauss und Elisabeth Trappen, Krauss selbst war das jüngste von vier Kindern. Seine Schwester Erna Eckstein ist die Mutter des Filmemachers und Autors Kiu Eckstein.
Krauss besuchte von 1907 bis zum Ausbruch des Ersten Weltkrieges 1914 die Schule in Riga, wechselte dann aber auf das Schiller-Realgymnasium in Stettin, wo er 1918 das Abitur ablegte. Danach ging er als Matrose zur kaiserlichen Marine und begann nach dem Krieg im Wintersemester 1918/19 mit dem Studium des Maschinenbaus an der Technischen Hochschule München, wechselte dann aber an die Technische Hochschule Danzig, wo er Schiffbau studierte und 1925 die Diplomprüfung bestand. Er begann in München und danach in Augsburg damit, als Ingenieur im Flugzeugbau zu arbeiten, später als Schiffbauingenieur in Danzig. Doch schon 1927 verschoben sich seine Interessen zur Architektur der Antike und er wurde für drei Jahre Assistent bei Friedrich Krischen an der Technischen Hochschule Danzig. In diese Zeit fallen erste Studienreisen nach Italien und Kleinasien. Erste Bauaufnahme wurde die Aufnahme der Prora an der Tiberinsel in Rom im Jahr 1929, zudem berichtigte er Robert Koldewey und wies am Athenatempel von Paestum ein knickloses Frontgeison nach. Krischen übertrug ihm daraufhin die Bearbeitung des Theaters von Milet, die er selbst erst kurz zuvor von Hubert Knackfuß übernommen hatte. Krauss untersuchte somit 1930 die Reste der Bühnenhäuser in Milet und unterstützte zudem Armin von Gerkan bei dessen Arbeiten an der Stadtmauer. Im Herbst des Jahres folgten Untersuchungen am Temenos für den Herrscherkult in Pergamon.
Für 1930/31 wurde Krauss das Reisestipendium des Deutschen Archäologischen Instituts zugesprochen, doch war er bis 1933 im Auftrage des DAI in Italien, Kleinasien und Griechenland unterwegs. So nahm er in Istanbul den Obelisk des Theodosius auf dem Hippodrom auf und half bei der Untersuchung der Landmauer. Im Paestum vermaß er die drei griechischen Tempel. 1934 wechselte Krauss an die TH München und wurde dort der letzte Assistent von Hubert Knackfuss. Zudem übernahm er in diesem Jahr an der Hochschule einen Lehrauftrag zum Thema Grundbegriffe und Formenlehre der Baukunst, der ihm auch nach seiner Zeit als Assistent ein bescheidenes aber sicheres Auskommen bis Ende des Zweiten Weltkrieges sicherte. Zwischen 1935 und 1937 arbeitete Krauss an seiner Dissertationsschrift zum italischen Tempel in Paestum, den er schon 1933 aufgenommen hatte. Die Promotion erfolgte bei Reinhard Herbig. 1937 weilte er zu erneuten Untersuchungen in Paestum, ab 1938 arbeitete er an den italienischen Ausgrabungen des frühgriechischen Heiligtums an der Selemündung in Paestum mit, konnte diese Arbeit auch in den Kriegsjahren fortsetzen. Sein Buch Paestum – Die griechischen Tempel (1941; 5. Auflage 1984) machten Krauss über die Fachwelt hinaus bekannt, es gilt bis heute als nicht übertroffenes Standardwerk. 1941 überwachte er im Auftrag der Antikensammlung Berlin den kriegsbedingten Abbau des Großen Frieses des Pergamonaltars im Pergamonmuseum. Im Jahr darauf war er mit der Vermessung des Parthenon auf der Akropolis von Athen beauftragt. Die Habilitation erfolgte 1944, noch im Oktober des Jahres wurde er zur Kriegsmarine einberufen. Mehrfach versuchten Universitäten während der Zeit des Nationalsozialismus Krauss zu berufen, was ihm jedoch ebenso wie eine Festanstellung wegen seiner Gegnerschaft zum NS-System verwehrt wurde.
Nach der Wiedereröffnung der TH München wurde Krauss auf den Lehrstuhl für Baugeschichte berufen und gilt hier gemeinhin als der eigentliche Nachfolger Hubert Knackfuss’, der seinen Lehrstuhl 1934 auf Druck der Nationalsozialisten aufgeben musste, der entgegen den universitären Gepflogenheiten nicht nach den Vorschlägen der Fakultät neu besetzt wurde, sondern mit dem systemtreuen Alexander von Senger. Als Hochschullehrer widmete sich Krauss vor allem der antiken und der mittelalterlichen Baukunst. Daneben widmete er sich auch Fragen des kriegsbedingten Wiederaufbaus zerstörter Städte. So ergriff er auf Seiten der Befürworter des Erhaltens Partei für die Alte Pinakothek in München, die schwere Schäden im Krieg davongetragen hatte. Als Lehrer regte er mehrere Dissertationen zur Baugeschichte Münchens an, als Leiter der Architektursammlung der TH München widmete er sich intensiv der Wiederherstellung und dem Ausbau der Sammlung, die er schon seit 1935 ehrenamtlich betreut und 1944 durch die Auslagerung vor der Zerstörung bewahrt hatte. 1951 setzte er seine Forschungen in Paestum an der sogenannten Basilika fort und publizierte zu der antiken Stadt in den nächsten Jahren in großem Umfang. Nach seiner Emeritierung im Jahr 1965 widmete er sich auch wieder verstärkt der antiken Theaterarchitektur.
Krauss sah sich selbst nicht als einen Ausgräber, sein Interesse galt vielmehr der architektonischen Erscheinung der Monumente. Hier stand er in der Nachfolge von Hubert Knackfuss, doch konnte er mit seinem Formempfinden, seiner Beobachtungsgabe und seiner gründlichen technischen Schulung maßgeblich zur Weiterentwicklung und Verbesserung der archäologischen Bauforschung beitragen. Sein Anspruch an die Genauigkeit der Messungen wurde oftmals von Kollegen als zu weit gehend erachtet, Krauss betrachtete diese Aufnahmen nicht als Selbstzweck, sondern als Voraussetzung für die Erfassung und Bewertung der Bauten. Ebenso wichtig war ihm eine vollständige und exakte Beschreibung der Gebäude. Dadurch erwarb sich Krauss einen ausgezeichneten Ruf in Fragen der Bewertung und Deutung von Bauwerken. Er galt als liberaler Mann, der manchmal nicht nur als respekteinflößend, sondern auch als einschüchternd empfunden wurde. Andererseits wurde er wegen seines geistreichen Humors und seiner Hilfsbereitschaft geschätzt. Krauss galt als vorausschauend handelnde und gründlich planende Person, deren Wirken von Vernunft, Augenmaß und Überzeugungskraft geprägt war. Er war Mitglied des Deutschen Archäologischen Instituts.

## Schriften (Auswahl)
- Der korinthisch-dorische Tempel am Forum von Paestum(= Denkmäler antiker Architektur Band 7). de Gruyter, Berlin 1939  (Nachdruck: ISBN 3-11-004991-0).
- Paestum. Die griechischen Tempel. Gebr. Mann, Berlin 1941; 3., erw. Auflage Berlin 1976; 5. Auflage Berlin 1984
- Das Theater von Milet. Teil 1 Das hellenistische Theater der römische Zuschauerbau (= Milet Bd. 4, 1). de Gruyter, Berlin 1973.